# Дженні Вілсон (хокеїстка на траві)
Дженні Вілсон (англ. Jennifer Wilson, 27 березня 1979) — південноафриканська хокеїстка на траві.
Учасниця Олімпійських Ігор 2004, 2008, 2012 років.
Переможниця Африканських ігор 2003 року.